# Sombori Sándor
Sombori Sándor, Sombori Salamon Sándor (családneve: Salamon Sándor, e nevet használta 1948-ig írásain is.) (Barátka, 1920. október 14. – Sepsiszentgyörgy, 1998. június 20.) erdélyi magyar irodalomtörténész, dráma- és regényíró, műfordító. Salamon Anikó apja.

## Életútja
A brassói Római Katolikus Főgimnáziumban érettségizett. Egyetemi tanulmányait az I. Ferdinand Egyetemen kezdte magyar–francia szakon, majd az I. Ferenc József Tudományegyetem Bölcsészeti Karán folytatta és fejezte be (1943). Szakvizsgadolgozata A románság képe a magyar irodalomban 1875-ig címmel a Hitelben (1943/7) jelent meg. Az egyetem tanárképző intézetében szerzett középiskolai tanári képesítést (1944). Tanított a kolozsvári Református Kollégiumban (1943–45), a csíkszeredai Római Katolikus Főgimnáziumban (1945), majd a sepsiszentgyörgyi Székely Mikó Kollégiumban (1945–56). Dramaturgja volt a sepsiszentgyörgyi Állami Magyar Színháznak (1956–59, 1965–69), közben egy ipari szakiskolában is tanított (1959–65). 1969-től nyugdíjazásáig (1982) a 2. sz. Líceum tanára volt.

## Munkássága
Első írását, A baksis c. karcolatot brassói iskolájának Tábortűz c. sokszorosított lapja közölte. Első nyomtatásban megjelent cikke: A romániai magyar cserkészetről (Magyar Cserkész, 1941). Másodéves korától szemlecikkei, filmbírálatai jelentek meg az Ellenzékben, a Hitelben és a Március c. diáklapban. „Sombori Sándor” jeligével díjat nyert egy drámapályázaton, később ezt használta írói névként. Az 1950-es évektől cikkeket, tanulmányokat közölt a Korunk, Művelődés, Brassói Lapok, Előre, Falvak Népe hasábjain, a Szülőföldünk c. antológiában (Kolozsvár, 1944), a sepsiszentgyörgyi múzeum Aluta c. évkönyveiben, A Hét Évkönyvében (Bukarest, 1981).
A magyar kultúra megújhodása c. tanulmánya az MNSZ 1848–1849. Centenárium c. kiadványában (uo. 1948) jelent meg; az Aluta közölte Színjátszás Sepsiszentgyörgyön a 19. században (1970. 163–218; 1971. 547–570) és Sepsiszentgyörgyre vonatkozó adatok Mikszáth Kálmán Katánghy Menyhértjének magyarázataihoz (1971. 541–546) c. tanulmányait, valamint Rétyi tájszótárát (1974/75. 331–339; 1976/77. 401–411).
Árvíz c. színműve (1948), A költő búcsúja c. lírai játéka (1954), Kaland a Hargitán c. ifjúsági regénye (1968), Balassi Bálint c. lírai játéka (1994), Bolyongás Európában c. 11 részes visszaemlékezése (1994), Egy szentgyörgyi remete c. visszaemlékezése (1995) különböző lapokban (Művelődés, Hargita, Romániai Magyar Szó, Háromszék stb.) jelent meg.
Hagyatékában kéziratban maradt Jules Verne Sándor Mátyás c. regényének és Jókai Mór Háromszéki lányok c. elbeszélésének dramatizált változata.

## Művei
- Kalauz az újabb történeti tárgyú regények között (Salamon Sándor néven, Sepsiszentgyörgy, 1946)
- A világosság százada. A felújulás korának irodalma (Salamon Sándor néven, uo., 1947)
- Gábor Áron. Egyfelvonásos történeti jelenet a 48-as háromszéki népfelkelésből (egyfelvonásos történeti jelenet a 48-as háromszéki népfelkelésből, uo., 1948)
- Gábor Áron (regény, Bukarest, 1957, majd 1969-től több kiadásban)
- Gábor Áron. Színpadi krónika (színmű, uo., 1970)
- Klasszikusok kis-színpadon (Arany János- és I. L. Caragiale-átdolgozások, Sepsiszentgyörgy, 1973. Népművelők színháza)
- A föl-földobott kő (levélregény Salamon Anikóról, Sepsiszentgyörgy, 1987)
- Az utolsó állomás (színdarab, 1992)
- Levelek Amerikából (Vincze Lajos etnográfus őhozzá írt levelei, 1994)
- Zajló esztendők (memoár-regény. I. Köd és derengés. Sepsiszentgyörgy 1995; II. A kolozsvári diák. Uo. 1996; III. Katedra és színpad. Uo., 1997)
- A bögöly. Dráma 3 felvonásban, E. Voynich regénye alapján (uo., 1996)
- Katánghy Menyhért viszontagságai. Szatirikus vígjáték 3 felvonásban, Mikszáth Kálmán nyomán (uo., 1997)
- Az utolsó állomás. Kőrösi Csoma Sándor Dardzsilingben (Csomakőrös, 1994)[1]
- Bolyongás Európában. Regényes útinapló (Sepsiszentgyörgy, 2000)
- Gábor Áron. Regényes krónika; Hármas Alapítvány, Sepsiszentgyörgy, 2015 (Kaláka könyvek)

## Fordításai
- Gh. Vlad: Merészség (Bukarest, 1962. Műkedvelők Színháza)
- Mihail Sorbul: A szökevény. Két dráma (társfordítók Janovics Jenő és Kováts Dezső, uo. 1968. A kötetben szerepel a Vérszínű szenvedély is)
- Mihail Sadoveanu: A Rák jegyében (regény, uo. 1969)
- Liviu Rebreanu: Ádám és Éva (regény, uo.)
- Nicolae Milescu Spătarul: Kínai útinapló (bevezetőjével és jegyzeteivel, uo. 1978. Téka sorozat)